# Zelotes pullus
Zelotes pullus är en spindelart som först beskrevs av Bryant 1936.  Zelotes pullus ingår i släktet Zelotes och familjen plattbuksspindlar. Inga underarter finns listade i Catalogue of Life.